# Gai Memmi Quirí
Gai Memmi Quirí (en llatí Caius Memmius C. F. Quririnus) va ser un magistrat romà probablement del segle iii aC. Formava part de la gens Mèmmia, una gens romana d'origen plebeu.
Va ser edil i des d'aquest càrrec va organitzar per primera vegada el festival de la Cereàlia a Roma cosa que se sap per una moneda que commemora el fet, ja que no es menciona per cap autor antic. No es coneix en quina data es va introduir la Cereàlia a Roma i, per tant, es desconeix en quin any va ser edil, però era en un any anterior al 216 aC.